# Bandera Ciudad de Avilés
La Bandera Ciudad de Avilés es una competición anual de remo, concretamente de la modalidad de traineras que tiene lugar en Avilés (Asturias) desde 2009.

## Historia
En la ría de Avilés ya se celebraron competiciones de remo en los años 50, 60 y 70 (principalmente de bateles y trainerillas), organizadas por el Club de Mar de Avilés y la Federación Asturiana de Remo. Sin embargo es en los años 90 y 2000 cuando las regatas de traineras han tenido más protagonismo en la ría. Así, a mediados de los 90 tenía lugar la Bandera Villa de Avilés, desde finales de los 90, de manera intermitente, la Bandera Festival Intercéltico de Avilés, en 2007 la Bandera Centenario de La Voz de Avilés, y desde 2009 la Bandera Ciudad de Avilés, puntuable para el campeonato de la ARC 2.

## Palmarés
| Edición | Año  | Ganador  | Segundo      | Tercero      |
| I       | 2009 | Guecho   | Deusto       | C. Santander |
| II      | 2010 | Santoña  | Portugalete  | Zumaya       |
| III     | 2011 | Ondárroa | Busturialdea | Getaria      |